# Fading Shades
Fading Shades è un album della cantante tedesca Sandra, pubblicato il 12 giugno 1995 dall'etichetta discografica Virgin.
L'album è stato prodotto da Michael Cretu e Jens Gad ed è orientato maggiormente verso il genere dance pop rispetto ai precedenti dischi di Sandra, prevalentemente synthpop.
Sono stati estratti i singoli Nights in White Satin e Won't Run Away.

## Tracce
CD (Virgin 7243 8 40586 2 3 [nl] / EAN 0724384058623)
CD (Virgin CDVIR 37 [uk])
1. Fading Shades (Part I) - 1:02 (Jens Gad)
2. Nights in White Satin - 3:34 (Justin Hayward)
3. Son of a Time Machine - 5:01 (Michael Cretu, Klaus Hirschburger, Jens Gad)
4. Won't Run Away - 4:14 (Klaus Hirschburger, Jens Gad)
5. Tell Me More - 3:15 (Klaus Hirschburger, Jens Gad)
6. Will You Whisper - 4:13 (Klaus Hirschburger, Jens Gad)
7. Invisible Shelter - 5:20 (Michael Cretu, Klaus Hirschburger, Jens Gad)
8. You Are so Beautiful - 4:38 (Klaus Hirschburger, Jens Gad)
9. I Need Love '95 - 3:28 (Michael Cretu, Klaus Hirschburger)
10. First Lullaby - 4:20 (Michael Cretu, Klaus Hirschburger, Jens Gad)
11. Fading Shades (Part II) - 1:06 (Jens Gad)

## Classifiche
| Classifica (1995) | Posizione raggiunta |
| ----------------- | ------------------- |
| Svizzera          | 37                  |
| Germania          | 42                  |